# General Electric GE9X
General Electric GE9X je dvouproudový motor s vysokým obtokovým poměrem, vyvíjený firmou GE Aviation pro Boeing 777X. K prvnímu rozběhu došlo v dubnu 2016 a zálet se uskutečnil 13. března 2018. Je určen jako pohonná jednotka pro verzi 777-9 při jejím prvním letu, který proběhl v lednu 2020. Vyvinut je z motoru General Electric GE90 s větším dmychadlem, pokročilejšími materiály jako jsou keramické kompozity, dále vyšší obtokovým a kompresním poměrem. Oproti předchůdci by se měla snížit spotřeba paliva o více než 10%. Motor má tah 105 000 lbf (470 kN).

## Specifikace
| Varianta               | 105B1A                                                                              |
| ---------------------- | ----------------------------------------------------------------------------------- |
| Použití                | 777-9/777-8 (v budoucnou)                                                           |
| Typ                    | Dvouhřídelový dvouproudový motor s vysokým obtokovým poměrem a axiálním kompresorem |
| Kompresor              | 1 stupeň dmychadla, 3 nízkotlaké stupně, 11 vysokotlakých stupňů                    |
| Turbína                | 2 vysokotlaké stupně, 6 nízkotlakých stupňů                                         |
| Průměr dmychadla       | 134 in (340 cm)                                                                     |
| Vzletový tah           | 105 000 lbf (470 kN)                                                                |
| Obtokový poměr         | 10:1                                                                                |
| Celkový poměr stlačení | 60:1                                                                                |
| Hmotnost               | 40 000 lb (18 t), celková s testovacím pylonem                                      |